# Audi Field
L'Audi Field est un stade de soccer de 20 000 places situé au bord de la rivière Anacostia à Washington dans le District de Columbia. Il est officiellement inauguré le 9 juillet 2018.

## Histoire

### Projet de construction

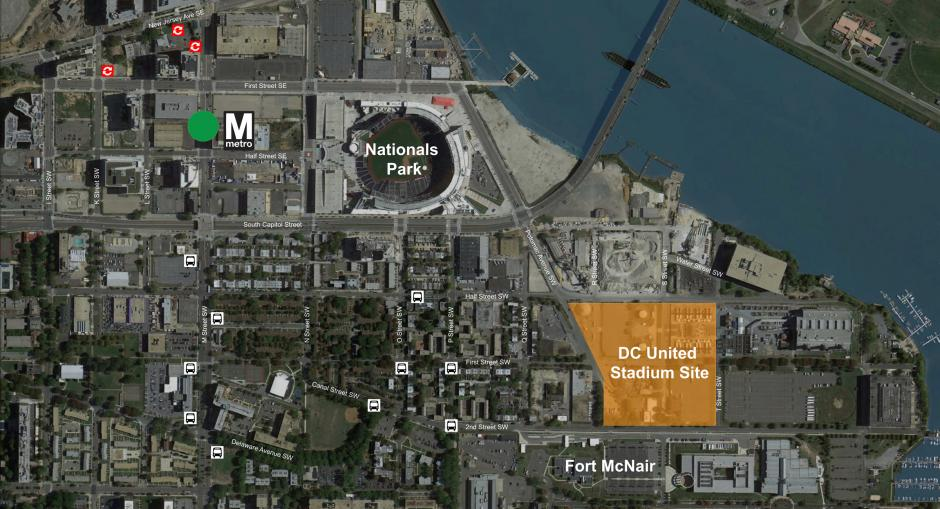
Emplacement du nouveau stade du D.C. United près du Nationals Park.

En janvier 2011, le site internet Greater Greater Washington rapporte que le club envisageait de construire un stade dans le quartier de Buzzard Point (en). Le projet concernait des terres appartenant à Akridge Development Co., à quelques pâtés de maisons seulement du Nationals Park. En mai, selon le Washington Post, l'équipe envisageait également construire un stade sur un site près du Capital City Market et aussi un terrain dans le quartier Westport à Baltimore.
Fin mai 2012, le D.C. United est vendue à un groupe dirigé par l'homme d'affaires indonésien Erick Thohir, l'avocat Jason Levien, et l'ancien propriétaire William Chang reste en tant que propriétaire minoritaire. Les nouveaux propriétaires ont déclaré que Buzzard Point restent leur option préférée pour le nouveau site de stade. Quelques jours après l'annonce de la vente, le Washington Post a obtenu un projet de rapport confidentiel, commandé par la Greater Washington Sports Alliance (une fondation privée à but non lucratif), selon lequel un stade de 24 000 places coûterait 157 millions de dollars (avec le prix de la terre).
Le 25 juillet 2013, le District de Columbia et D.C. United ont annoncé une entente de principe pour la construction d'un stade de 20 000-25 000 places coûterait 300 millions de dollars à Buzzard Point. Le district est disposé à investir 150 millions de dollars pour le projet, tandis que D.C. United sera responsable du reste des dépenses pour la construction du stade,,. L'équipe aurait un bail foncier de 25 à 35 ans avec la possibilité de construire des restaurants, des bars et même un hôtel à proximité du stade. Selon le Washington Post, on est proche d'un accord en décembre 2014. Le projet est approuvé par le conseil municipal de D.C. le 17 décembre 2014,. Le 30 décembre suivant, le maire Vincent Gray a signé un projet de loi qui financera le nouveau stade.
L'accord de juillet 2013 est modifié, la ville ne donnerait plus au groupe Akridge un bâtiment et de l'argent, maintenant la ville paierait la juste valeur marchande du terrain d'Akridge. La ville accepte de contribuer 150 millions de dollars pour acheter les terrains pour le stade, dont 89 millions de dollars de ce montant servaient à l'acquisition des terrains, tandis que 61 millions de dollars serviraient à améliorer les services publics, à éliminer les déchets toxiques et dangereux et à défricher la terre pour la construction. Le club a également convenu de dépenser au moins 150 millions de dollars pour la construction du stade.
Les négociations entre la ville et Akridge ont débuté en janvier 2015. Le président du Conseil de D.C., Phil Mendelson, est très optimiste à propos des négociations. En février, les responsables du club ont estimé que la construction du stade prendrait entre 14 et 16 mois. Le maire Muriel Bowser, successeur de Gray, a prévu 106,3 millions de dollars pour l'acquisition du site du stade en 2016, l'ajout d'infrastructures (conduites d'eau, d'égouts, d'électricité et de gaz naturel) et l'élimination des dangers toxiques sur le site.
Le 8 juin 2015, D.C. United et la ville ont signé un accord de construction final. L'entente exige que le stade abrite un minimum de 17 000 personnes et établissait la durée du bail de 30 ans pour un minimum de 1$ par an. L'entente contient aussi une clause régissant sur les terres: si le coût d'acquisition des terrains dépassait 150 millions de dollars, le club devait rembourser à la ville 50 % de l'excédent. Le club est interdit de déménager pour la durée de son bail.

### Travaux
Le 27 février 2017, l'événement marque le début officiel de la construction du nouveau stade des Black-and-Red,. Le stade est inauguré le 9 juillet 2018.

### Nom
Le 15 février 2017, le constructeur automobile allemand Audi et D.C. United ont annoncé un accord de droits de dénomination « à long terme » pour le nouveau stade. Le Washington Post a rapporté que l'accord porte sur un minimum de douze ans. Le siège social d'Audi aux États-Unis est situé à Herndon, dans la banlieue de Washington.

### Rencontre inaugurale
La rencontre inaugurale de l'Audi Field se déroule le 14 juillet 2018, le D.C. United affronte les Whitecaps de Vancouver (victoire 3 buts à 1), à l'occasion d'un match de la Major League Soccer,. Le match se joue devant 20 504 spectateurs. Yamil Asad est le premier buteur, et Paul Arriola inscrit le premier doublé de l'histoire du nouveau stade.